# 雅邑镇
雅邑镇，是中华人民共和国云南省普洱市墨江哈尼族自治县下辖的一个乡镇级行政单位。
2012年12月28日，云南省人民政府批复同意撤销雅邑乡，设立雅邑镇。

## 行政区划
雅邑镇下辖以下地区：
座细村、芦山村、下洛甫村、密切地村、螺蛳塘村、南泥湾村、巴嘎村、托洛村、徐卡村、牙骨村、南谷村、南温村、雅邑村和坝利村。